# Narcis žlutý
Narcis žlutý (Narcissus pseudonarcissus) je druh jednoděložné rostliny z čeledi amarylkovité (Amaryllidaceae). V roce 1981 se stal německou Rostlinou roku.

## Popis
Jedná se o vytrvalou, asi 20–40 cm vysokou bylinu, s podzemní cibulí, která je vejcovitá a má asi 10–30 mm v průměru. Listy jsou nejčastěji po 4–6 v přízemní růžici, jsou jednoduché, přisedlé, s listovými pochvami. Čepele listů jsou celokrajné, čárkovité, asi 7–15 mm široké, často nasivělé, ztlustlé, žilnatina je souběžná. Květy jsou oboupohlavné, jsou většinou jednotlivé na vrcholu stonku. Pod květem je toulcovitý listen, který je suchomázdřitý. Okvětí se skládá z 6 okvětních lístků ve 2 přeslenech (3+3), které jsou v dolní části srostlé v okvětní trubku, jsou jasně žluté. V ústí trubky je límcovitá pakorunka, která je žlutá, asi 2–4 cm dlouhá. Tyčinek je 6. Gyneceum je složeno ze 3 plodolistů, semeník je spodní. Plodem je třípouzdrá tobolka.

## Rozšíření ve světě
Přirozeně je rozšířen v západní a jihozápadní Evropě, od Španělska a Portugalska, na sever po Spojené království, na západ po Německo. Pěstovaný a zplanělý je však ledaskde v Evropě i jinde, např. v Severní Americe.

## Rozšíření v Česku
V ČR je nepůvodní, ale je to často pěstovaná okrasná rostlina, vykvétá brzy na jaře, už v březnu až dubnu. Pěstuje se v mnoha kultivarech a často zplaňuje i do volné přírody na místech někdejší kultivace.